# Rat
Rat (în sârbă cu sensul de război) este un film SF dramatic iugoslav din 1960 regizat de Veljko Bulajić după un scenariu de Cesare Zavattini. Este produs de Jadran Film. În rolurile principale joacă actorii Antun Vrdoljak și Zlatko Madunić.

## Prezentare
Atomic War Bride este un film foarte ciudat, fiind mai mult o satiră socială. Filmul prezintă povestea lui John Johnson, a cărui zi de nuntă este memorabilă pentru toate motivele greșite: izbucnește războiul, biserica e bombardată, iar el este prins și condamnat la moarte pentru răzvrătire.

## Distribuție
- Antun Vrdoljak - John Johnson
- Zlatko Madunić -
- Ljubiša Jovanović
- Ita Rina
- Janez Vrhovec - căpitanul
- Ewa Krzyżewska - Maria
- Dusan Pocek - recrutul
- Olivera Markovic

## Premii și nominalizări
Filmul a câștigat trei premii Golden Arena la Festivalul de Film de la Pola din 1960, inclusiv pentru cel mai bun regizor (Veljko Bulajić), pentru cel mai bun actor (Antun Vrdoljak) și pentru cea mai bună scenografie (Duško Jeričević), de asemenea a fost nominalizat la Leul de Aur la Festivalul de Film de la Veneția din 1960.